# Seppia
Ne doit pas être confondu avec Sepia ou Sépia.
 (août 2014).
Seppia est une société de production audiovisuelle basée à Strasbourg en 2002. Son ancrage territorial au cœur de l'Europe lui permet de travailler à l'échelle européenne et internationale. Seppia est aujourd'hui spécialisée en production de films documentaires et de programmes de télévision ouverts sur le monde. Son catalogue compte à ce jour une centaine d'heures de programme, soit environ 130 films sur les thématiques Découverte, Culture, Histoire, Société, Sciences et Géopolitique.
Animée par Pascaline Geoffroy et Cédric Bonin, Seppia travaille principalement avec les chaînes françaises de service public (France 2, France 3 National, France 3 Régions, Arte) et diverses chaînes thématiques en rapport avec sa ligne éditoriale. La société collabore également à plusieurs projets trans-frontaliers et à des coproductions européennes.
Seppia définit son activité en quatre départements :
- Seppia Films[3] : production de films
- Seppia Lab[4] : prestations de post-production, montage, étalonnage, mixage, sound-design. Département multilingue : traduction, doublage, sous-titrage
- Seppia Impact[5] : production de films et contenus institutionnels
- Seppia Interactive[6] : expériences interactives et trans-média pour les nouveaux médias

## Production de films documentaires

### 2005
La Chine dans le miroir du salon, un documentaire de 52 min réalisé par Baudouin Koenig

### 2006
- Clara B.[8], un documentaire-fiction de 52 min réalisé par Alexandru Solomon et co-écrit par Corinne Ibram
- Et Dieu créa… le foot[9], un documentaire de 52 min réalisé par Albert Knechtel et Alex Bellos

### 2007
- La Tombe 33, un mystère égyptien[10] un documentaire de 52 min réalisé par Thomas Weidenbach
- La famille kebab[11], un documentaire de 52 min réalisé par Laurent Lutaud et Ulrike Bartels
- Les nomades du cercle polaire[12], un documentaire de 52 min réalisé par Andreas Voigt
- Travailler pour 110 € par mois[13], un documentaire de 52 min réalisé par Nora Agapi et Stéphane Luçon

### 2008
- Au fil de la Loire[14], une série documentaire de 2 épisodes de 52 min réalisée par Corinne Ibram, Jean Will et Nicolas Gruaud
- L’Alsace des nouveaux gourmands[15], une série documentaire de 2 épisodes de 26 min réalisée par Jean Will et Corinne Ibram
- La paloma, une chanson nommée désir[16], un documentaire de 52 min réalisé par Sigrid Faltin

### 2009
- Éco-crimes[17], une série documentaire de trois épisodes de 52 min réalisée par Thomas Weindenbach et Heinz Greuling
- Tomi Ungerer croque New-York[18], un documentaire de 52 min réalisé par Tania Rakhmanova

### 2010
- Kapitalisme, notre recette secrète[19], un documentaire de 55 min réalisé par Alexandru Solomon
- Un dernier été dans le Caucase[20], un documentaire de 52 min réalisé par Andreas Voigt
- Boubandjida, au cœur de la brousse[21], un documentaire de 52 min réalisé par Nicolas Gruaud
- Vermisst, portés disparus[22], un documentaire de 52 min écrit par Monique Seemann et réalisé par Laurent Lutaud
- Leptis Magna, un rêve de Rome en Afrique[23], un documentaire de 52 min réalisé par Étienne Jaxel-Truer, Fulvia Alberti et Baudouin Koenig
- Mission paradis[24], un documentaire de 52 min réalisé par Albert Knechtel et Jacques Maigne

### 2011
- Il était une voie[25], un documentaire de 52 min réalisé par Laurent Ducrozet et Jean-Marie Baverel
- Randonnées sans frontières[26], une série documentaire de 8 épisodes de 26 min réalisée par Éric Migliorini, Thomas Cerciat, Dieter Zeppenfeld, Ulrike Gehring, Christian Hattesen, Ruth Deutschmann, Astrid Dermutz, Stefan Venator
- Ils étaient comme à la recherche des rêves perdus - Une autre histoire du Théâtre National de Strasbourg[27], un documentaire de 52 min réalisé par Michel Deutsch

### 2012
- Le défi des bâtisseurs[28], un docu-fiction en 3D de 52 min réalisé Mark Jampolsky
- Jungle d’eau douce[29], un documentaire de 52 min réalisé par Serge Dumont, Thomas Weidenbach, Franck Nisch et Sarah Zierul
- Bielutine, Dans le jardin du temps[30], un documentaire de 36 min réalisé par Clément Cogitore
- Noire ici, blanche là-bas[31], un documentaire de 52 min réalisé par Claude Haffner

### 2013
- Le roi du mont Ventoux[32], un documentaire de 52 min réalisé par Fons Feyaerts

### 2014
- Tout le cabaret alsacien (enfin presque tout !)[33], un documentaire de 52 min par Gabriel Goubet
- Chacun de vos gestes[34], un documentaire de 52 min par Charlotte Ricateau-Pfersdorff
- Mais qui êtes-vous Monsieur Courbet ?[35], un documentaire de 52 min par Isabelle Brunnarius et Laurent Brocard

### 2015
- Le souffle de la guerre chimique[36], un documentaire de 52 min et 75 min par Fabienne Lips-Dumas
- Quand la France occupait l'Allemagne[37], un documentaire de 52 min par Tania Rakhmanova
- Après la guerre l'Alsace-Moselle[38], c'est la France, un documentaire de 52 min par Michel Favart
- Democracy[39], documentaire de 90 min réalisé par David Bernet

### 2016
- Le Divan du Monde[40], documentaire de 95 min réalisé par Swen de Pauw
- Unterlinden, mon musée en chantier[41], documentaire de 52 min réalisé par Gabriel Meich
- Le Goût du Risque[42], documentaire de 52 min réalisé par Benoît Lichté

## Production de magazines et de série
- La grande randonnée[43], une série documentaire écrite de 4 épisodes de 26 min réalisé par François Robin en collaboration avec Yoan Périé
- Pourquoi chercher plus loin ?[44], un magazine documentaire hebdomadaire de 26 min pour France 3 Nord-Est
- Hopla Trio[45], saison 1et 2, une série comique « 100% alsacienne » de 2 x 12 épisodes de 5 min réalisée par Anne Fantinel et Gontran Froehly
- Ça roule en cuisine[46],[47], magazine de 26 min diffusé sur France 3 Lorraine et France 3 Champagne-Ardenne

## Production de dispositifs transmédias et interactifs

### 2012
- Bielutine, dans le jardin du temps[30] et Bielutine, le mystère d’une collection[48]. Un film et un webdocumentaire de Clément Cogitore et une création interactive de Tawan Arun 90 min
- Le défi des bâtisseurs[49], une expérience transmédia de Julien Aubert avec un webdoc sur la plateforme ARTE et une application mobile[50] (iOS et Androïd)

### 2015
- Les Îles du futur[51], un web-doc ludique (web et mobile) accessible sur la plateforme ARTE Future[52], Androïd et IOS
- Voyage en immersion : la cathédrale de Strasbourg[53], une expérience imersive de réalité virtuelle

### 2016
- Le Goût du risque[54], une expérience immersive en réalité virtuelle 360°, réalisée par Benoît Lichté, avec Géraldine Fasnacht, Amaury Lavernhe, et Guillaume Néry.
- Art Stories[55], une expérience immersive en réalité virtuelle 360°, réalisée par Clément Cogitore